# 源家俊
源 家俊（みなもと の いえとし）は、平安時代後期から鎌倉時代初期の公卿。源顕親の二男である近江介源俊光の息男。極位極官は従三位、宮内卿。

## 経歴
以下、『公卿補任』と『尊卑分脈』の内容に基づいて記述する。
- 応保2年（1162年）1月5日、叙爵。
- 仁安3年（1168年）11月20日、従五位上に昇叙[1]。
- 嘉応元年（1169年）3月5日、侍従に任ぜられる[2]。
- 承安3年（1173年）1月21日、出雲介を兼ねる。
- 安元2年（1176年）1月5日、正五位下に昇叙。
- 寿永元年（1182年）12月30日、左近衛少将に任ぜられる。
- 寿永2年（1183年）1月22日、加賀介を兼ねる。同年12月19日、従四位下に昇叙。少将を辞す。
- 元暦2年（1185年）6月10日、従四位上に昇叙。
- 文治5年（1189年）11月13日、宮内卿に任ぜられる。
- 建久元年（1190年）7月18日、正四位下に昇叙。
- 正治元年（1199年）3月23日、讃岐守を兼ねる。
- 元久元年（1204年）3月6日、従三位に叙せられる。宮内卿は元の如し。
- 建永元年（1206年）1月13日、宮内卿を辞す[3]。
- 承元3年（1209年）2月18日、出家。同月20日、卒去。

## 系譜
- 父：近江介源俊光
- 母：源雅光の女
- 妻：河内守源光遠の女
  - 男子：源資俊（1182-1241）